# Atelopus patazensis
Atelopus patazensis es una especie de anfibio anuro de la familia Bufonidae. Esta rana arlequín es endémica de una única quebrada en el municipio de Pataz en La Libertad, Perú, entre los 2500 y los 3000 m de altitud. Habita junto a arroyos, que es done también se reproduce.
Mide entre 37 y 48 mm. El dorso es naranja con manchas negras grandes repartidas de manera irregular. El vientre es naranja sin manchas.
La quitridiomicosis y la contaminación de sus aguas, principalmente por mercurio proveniente de la minería, han causado un declive masivo de su población, lo que junto a su muy reducida área de distribución la ha llevado a estar gravemente amenazada de extinción. La última vez que se registró fue en 2010.